# 서산석림중학교
서산석림중학교(瑞山石林中學校)는 대한민국 충청남도 서산시 석림동에 있는 공립 중학교이다.

## 학교 연혁
- 1998년 6월 23일 : 설립인가(24학급)
- 2004년 3월 1일 : 서산석림중 개교 (9학급)
- 2023년 9월 1일 : 제8대 노원호 교장 취임
- 2025년 1월 9일 : 제19회 졸업식(졸업생 195명, 총 4,553명)
- 2025년 3월 4일 : 제22회 입학식(신입생 202명)

## 참고 자료
- 서산석림중학교 - 한국교육학술정보원 학교알리미